# Le Champ-de-la-Pierre
Le Champ-de-la-Pierre è un comune francese di 40 abitanti situato nel dipartimento dell'Orne nella regione della Normandia.

## Società

### Evoluzione demografica
Abitanti censiti